# クレイジー・レッグス
クレイジー・レッグス (Crazy Legs) は、ジェフ・ベックがビッグ・タウン・プレイボーイズと共演したアルバム。ジーン・ヴィンセントのレパートリーをカヴァーした内容。

## 曲目
1. レース・ウィズ・ザ・デビル - Race With the Devil (Davis, Vincent) 2:00
2. クルージン - Cruisin' (Davis, Vincent) 2:22
3. クレイジー・レッグス - Crazy Legs (Reed) 2:03
4. ダブル・トーキン・ベイビー - Double Talkin' Baby (Wolfe) 2:15
5. ウーマン・ラヴ - Woman Love (Rhodes) 2:35
6. ロッタ・ラヴィン - Lotta Lovin' (Bedwell) 2:04
7. キャットマン - Catman (Davis, Vincent) 2:24
8. ピンクのサンダーバード - Pink Thunderbird (Davis, Peek) 2:30
9. ベイビー・ブルー - Baby Blue (Jones, Vincent) 2:36
10. ユー・ベター・ビリーヴ - You Better Believe (Gallup) 2:09
11. フー・スラップト・ジョン - Who Slapped John? (Davis, Vincent) 1:55
12. セイ・ママ - Say Mama (Earl, Meeks) 2:13
13. レッド・ブルージーンズ - Red Blue Jeans and a Pony Tail (Davis, Rhodes) 2:18
14. ファイト・フィート・オブ・ラヴィン - Five Feet of Lovin' (Peddy, Tillis) 2:11
15. B-I-ビッキー - B-I-Bickey-Bi, Bo-Bo-Go (Carter, Rhodes) 2:12
16. ブルーズ・ステイ・アウェイ - Blues Stay Away from Me (Delmore, Delmore, Glover) 2:24
17. プリティ・プリティ・ベイビー - Pretty Pretty Baby (Wolfe) 2:26
18. ホールド・ミー、ハグ・ミー、ロック・ミー - Hold Me, Hug Me, Rock Me (Davis, Vincent) 2:15

## パーソネル
- ジェフ・ベック - ギター
- マイク・サンチェス - ボーカル、ピアノ
- エイドリアン・アトリー - リズムギター
- イアン・ジェニングス - ベース、バッキング・ボーカル
- クライヴ・ディーマー - ドラムス、バッキング・ボーカル
- レオ・グリーン - テナー・サックス
- ニック・ラント - バリトン・サックス
- トニー・リヴァース - バッキング・ボーカル